# Indonesia Open (badminton) de 1983
O Indonesia Open de 1983 de badminton foi realizado em Jakarta, de 24 a 28 de Agosto de 1983. Foi a segunda edição do torneio.

## Resultados finais
| Categoria         | Campeões                         | Finalista                        | Placar              |
| ----------------- | -------------------------------- | -------------------------------- | ------------------- |
| Simples Masculino | Liem Swie King                   | Hastomo Arbi                     | 15-6, 15-1          |
| Simples Feminino  | Ivanna Lie                       | Qian Ping                        | 12-11, 11-2         |
| Duplas Masculinas | Rudy Heryanto Hariamanto Kartono | Christian Hadinata Bobby Ertanto | 15–9, 18-14         |
| Duplas Femininas  | Ruth Damayanti Maria Fransisca   | Wu Jianqiu Xu Rong               | 11-15, 15-11, 15-13 |
| Duplas Mistas     | Christian Hadinata Ivanna Lie    | Martin Dew Gillian Gilks         | 18-17, 15–9         |